# Station Budapest-Keleti

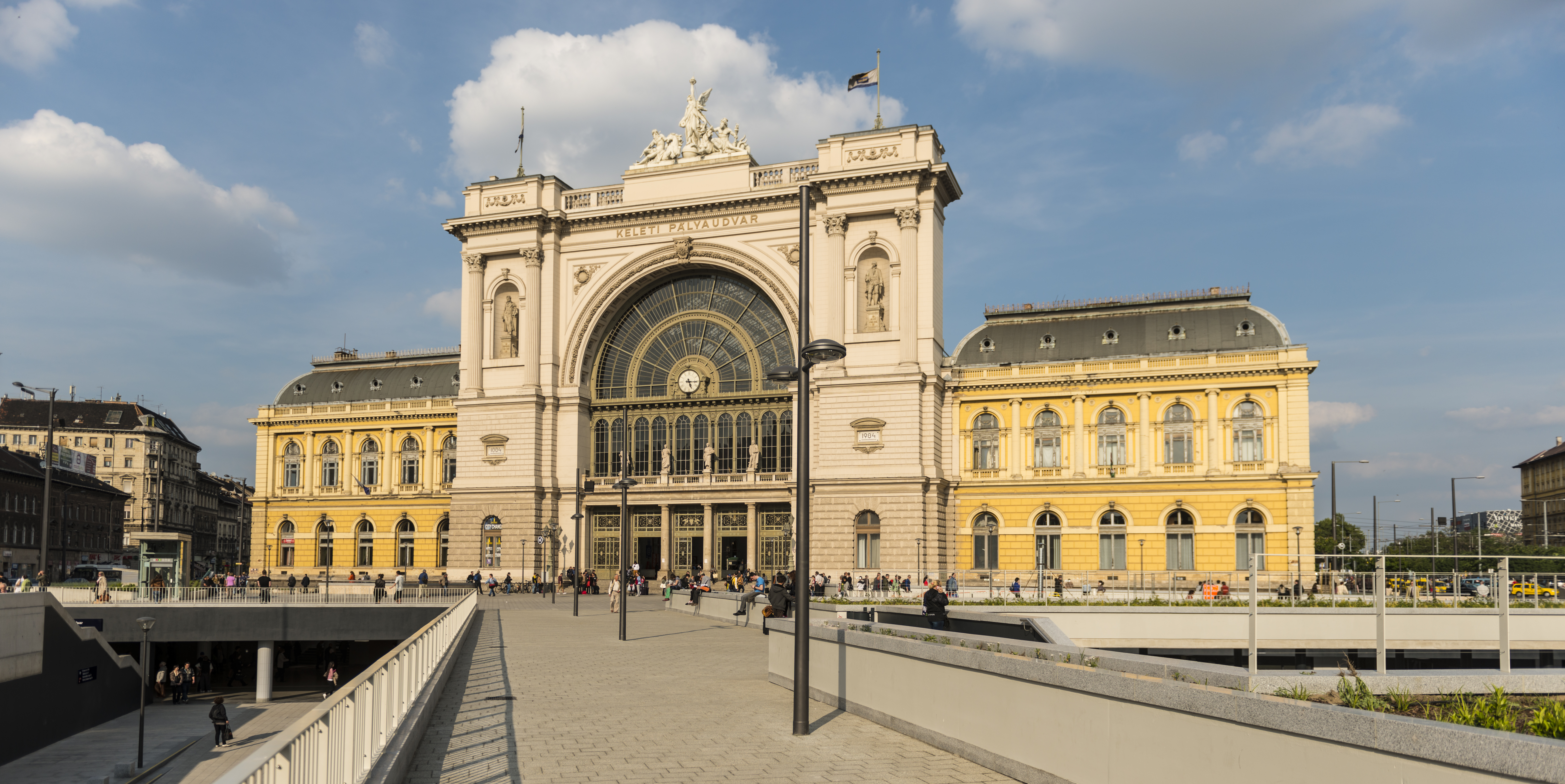
Keleti pályaudvar 2014

Budapest-Keleti pályaudvar (Boedapest-Ooststation) is het grootste en belangrijkste treinstation van Boedapest (nog voor Budapest-Nyugati pályaudvar, Budapest-Déli pályaudvar en Budapest-Kelenföldi pályaudvar). Het ligt aan het Barossplein in het stadsdeel Pest, in het 8ste district.

## Geschiedenis

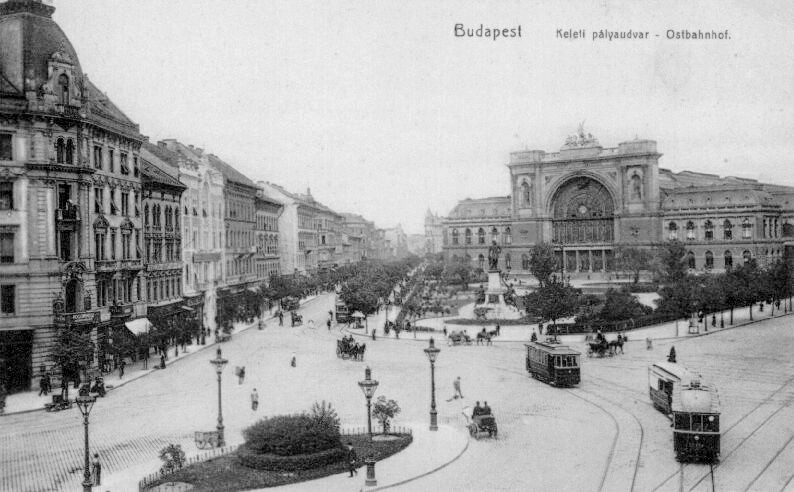
Het station en de Thökölystraat rond 1900, voor het station het standbeeld van Baross

Na de Ausgleich in 1867 waren er vijf stations in Boeda en Pest in bedrijf. De vervolgens opgerichte Magyar királyi Állam Vasutak (Koninklijke Hongaarse staatsspoorwegen) begonnen met het ontwerpen en aanleggen van een ringspoorlijn om de stations van de verschillende particuliere maatschappijen met elkaar te verbinden. De ringspoorlijn kwam in 1877 gereed. De groei van het treinverkeer was aanleiding om de bestaande stations zo mogelijk te vergroten, maar leidde uiteindelijk tot het besluit om een Centraal station voor, het sinds 1872 verenigde, Boedapest te bouwen. Als locatie werd gekozen voor het tolhuis, het huidige Barossplein, aan de Kerepesiweg aan de oostkant van de stad. De gemeente bepaalde dat het station in het verlengde van de hartlijn van Rákóczistraat moest komen met als gevolg dat de gevel aan de kant van de Thökölystraat (noordzijde) verschoven lijkt en bovendien een deel van het terrein als stationsplein fungeert. Het beschikbare terrein tussen de Thökölystraat en de, in 1847 ingewijdde, begraafplaats aan de zuidkant was niet ruim bemeten wat het moeilijk maakte om het emplacement voor een optimale treindienst in te passen.

## Aanleg

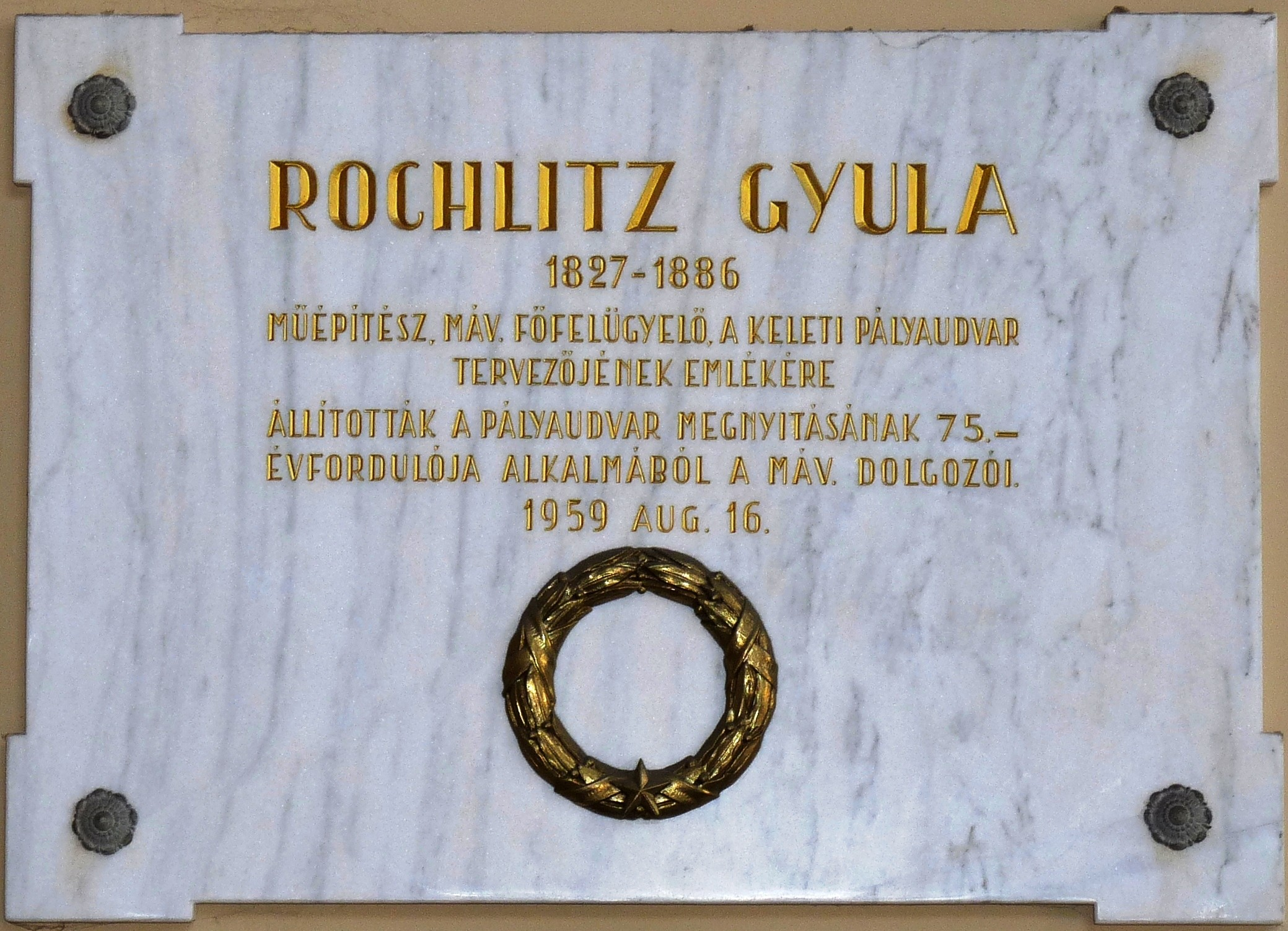
Gedenkplaat voor Gyula Rochlitz in de vertrekvleugel ter gelegenheid van 75 jaar Keleti Pályaudvar in 1959

Het station is tussen 1881 en 1884 gebouwd in eclectische stijl, naar een ontwerp van de architect Gyula Rochlitz en spoorwegingenieur János Feketeházy. Net als bij Déli uit 1861 en Nyugati uit 1877 werd ook hier gekozen voor een kopstation met perronhal geflankeerd door een aankomst en een vertrek vleugel. De voorgevel werd uitgevoerd als een triomfboog en direct daarachter de perronhal met vijf sporen. Deze sporen liggen precies oost-west waar de voorgevel haaks op staat. Het station werd op 16 augustus 1884 geopend als Központi Indoház (Centraal Station). Ten tijde van de opening was het een van de modernste stations van Europa, met als een van de eersten elektrische verlichting en een centraal seinhuis voor het hele station.
Na de nationalisatie van de spoorwegen kreeg het station in 1892 de naam Keleti pályaudvar (Station Oost). Hoewel dit station inderdaad in het oosten van de stad ligt heeft de naam, net als bij Nyugati en Déli, betrekking op de toenmalige bestemmingen van de treinen, zoals Debrecen, Békéscsaba en Transsylvanië in het oosten en zuidoosten van het land. In 1898 werd het plein genoemd naar Gábor Baross, die als politicus een belangrijke bijdrage heeft geleverd aan de ontwikkeling van het Hongaarse transportwezen. Voor de in 1892 overleden politicus werd toen ook een standbeeld voor het station geplaatst

## Operationeel

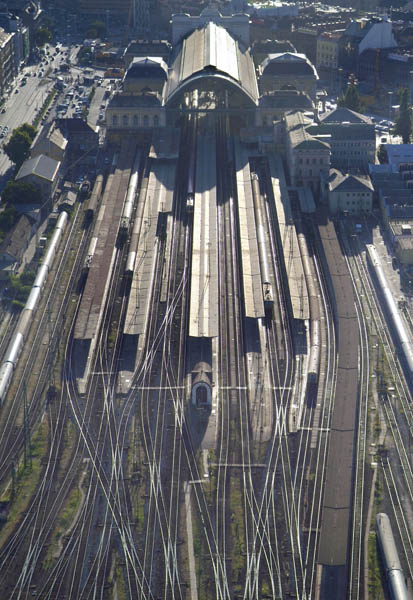
Keleti gezien uit het oosten, links de drie extra sporen en het korte kopspoor aan de zuidkant, rechts de extra perrons aan de noordkant

### Dubbelmonarchie
Het station had aanvankelijk te maken met diverse storingen in de treinenloop omdat het slechts over een soort zijlijntje via het emplacement van station Józsefváros, aan de zuidrand van de begraafplaats, bereikt kon worden. Het duurde enige jaren voordat een eigen dubbelsporige verbinding met de rest van het spoorwegnet beschikbaar was. De groei van het treinverkeer zette door zodat ook dit station in de loop der tijd meerdere keren werd uitgebreid. Zo kwamen er extra opstelsporen, een werkplaats met draaischijf en een speciaal deel voor de afhandeling van post aan de noordkant van het emplacement. In de Eerste Wereldoorlog werd het station voornamelijk gebruikt voor militaire doeleinden wat verdere uitbreidingen verhinderde.

### Interbellum
In 1926 deden slechts 72 treinen per dag het station aan en om het aantal reizigers te vergroten werden de treinen verlengd met extra rijtuigen. In verband met de beperkte ruimte op het emplacement bedachten de ingenieurs nieuwe wisselstraten en rijwegen om de groei van het verkeer op te vangen. In 1931 werd het station geëlektrificeerd. In de Tweede Wereldoorlog werd het station tijdens bombardementen zwaar beschadigd.

### Wederopbouw

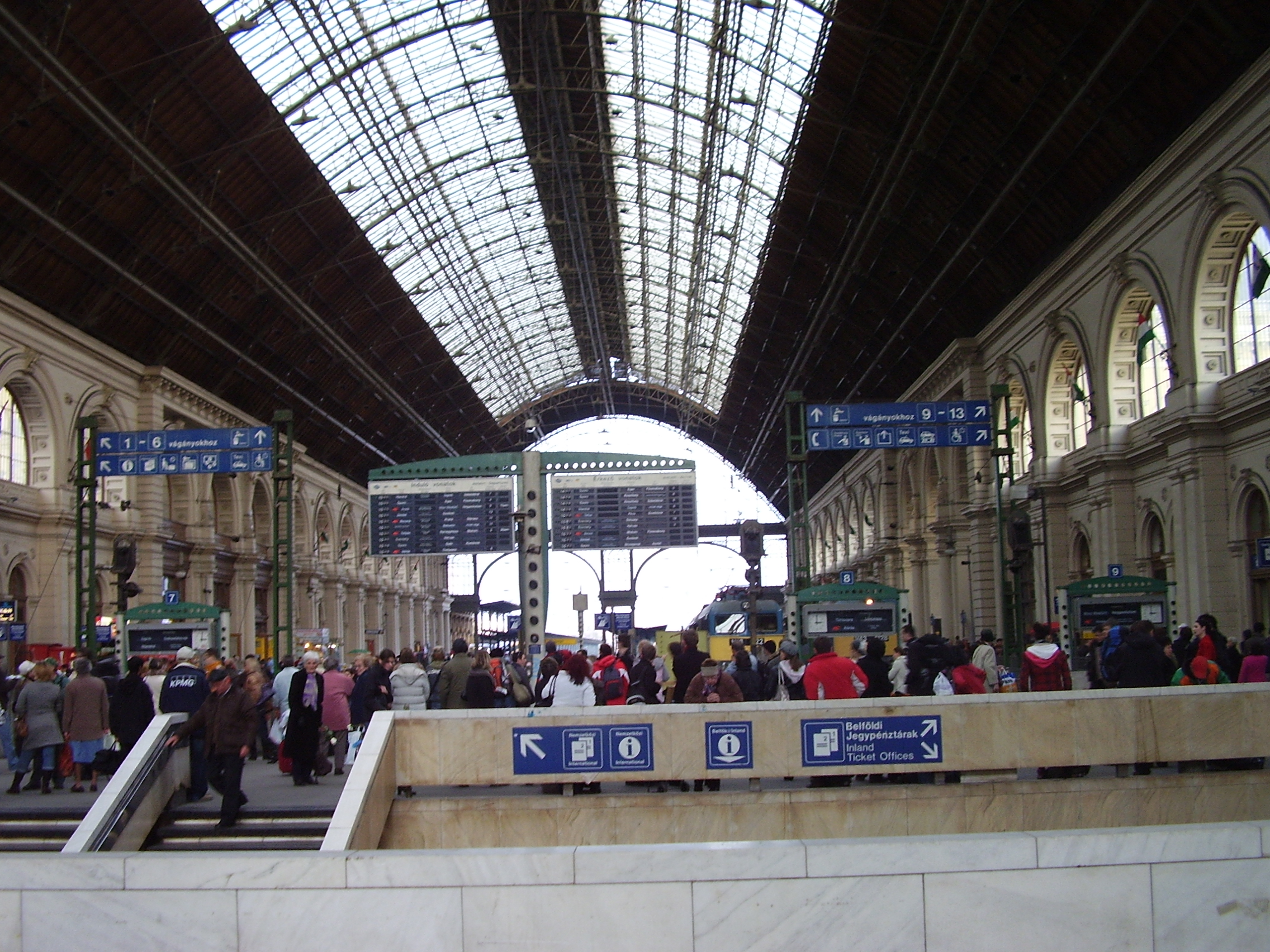
De trap tussen trein en metro

Tijdens de wederopbouw werd in 1950 gestart met de aanleg van de metro onder de Kerepesiweg, dit werd echter al na drie jaar opgeschort wegens geldgebrek. De werkzaamheden werden, onder andere als gevolg van de Hongaarse opstand, pas in 1963 hervat. Uiteindelijk werd de herbouw in 1969 in samenhang met de bouw van het metrostation afgerond. Hierbij werd voor in de perronhal een trap gebouwd als toegang tot het metrostation en het verlaagde voorplein, tevens werd het standbeeld van Baross verplaatst naar de noordzijde. Metrolijn 2 werd hier op 2 april 1970 geopend. In de jaren 1980 werd het aantal sporen in de hal teruggebracht tot vier en werden buiten de hal op het emplacement aan de noordkant vijf perronsporen gebouwd ten behoeve van de stoptreinen naar Hatvan en Szolnok. Aan de zuidkant werden eveneens drie extra perronsporen en een kort kopspoor voor de stoptrein naar Balassagyarmat gebouwd. In 1989 werd de hele beveiliging van het station omgebouwd naar het Domino D70 systeem.

### Vanaf 1990
In 1998 werd het seinhuis van buiten gerestaureerd, de restauratie van het station vond plaats tussen 2002 en 2004. In 2005 sloot de MÁV het station Józsefváros, dat sinds 1884 de treindienst samen met Keleti had afgewikkeld. De goederendiensten werden naar de zuidrand van de stad verplaatst en de reizigersdiensten naar Keleti. In het kader van de bouw van metrolijn 4 is de Thökölystraat opgebroken voor het metrostation dat in openbouwwijze is aangelegd. Metrolijn 4 is in 2014 geopend.

## Monumentale zaken

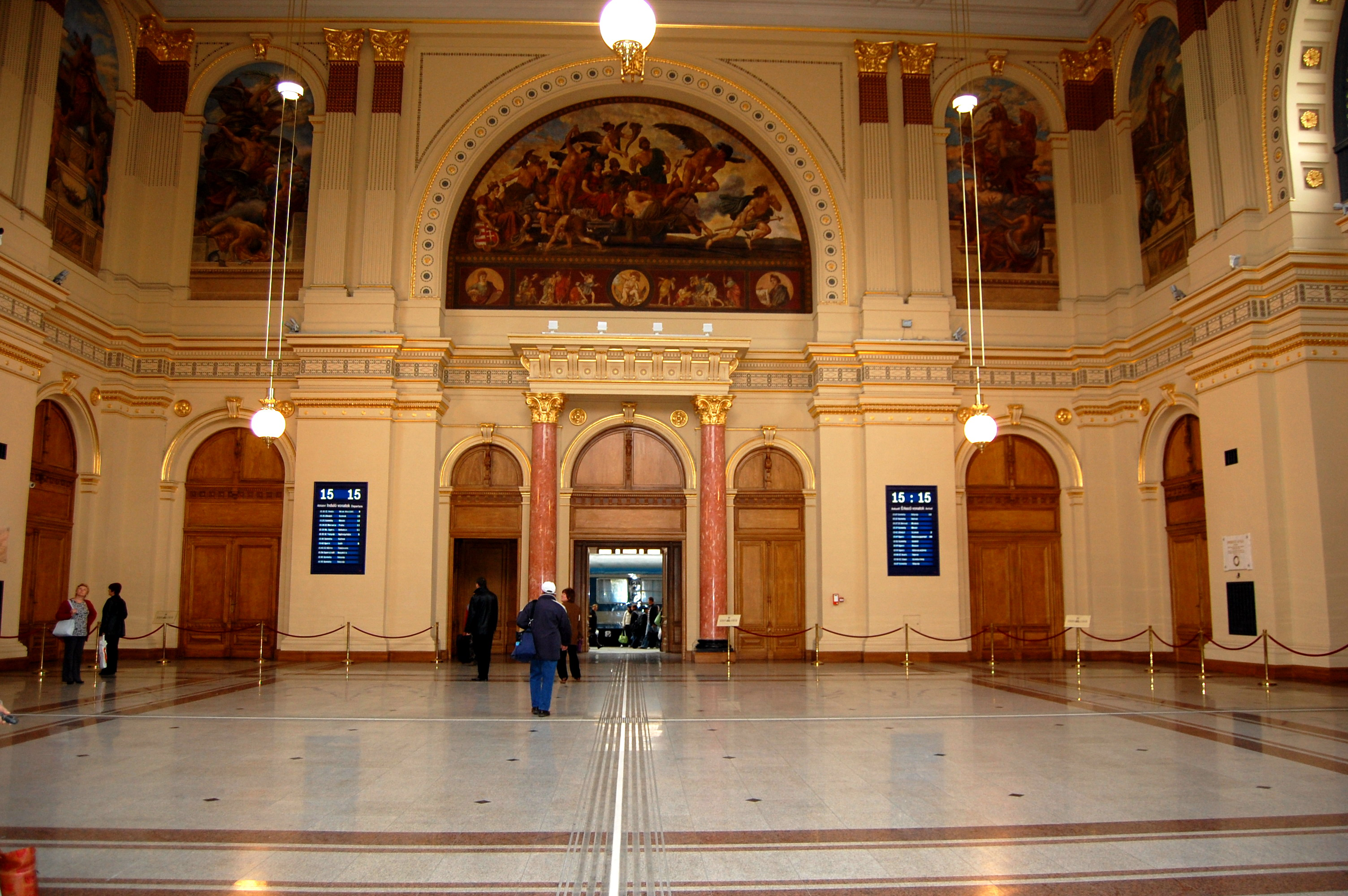
De Lotz hal met fresco's

Het monumentale station is ontworpen door architect Gyula Rochlitz en de perronhal door János Feketeházy en Mór Than. Het dak van de perronhal bestaat hier niet zoals bij Déli en Nyugati uit een puntdak, maar is gebouwd als parabool en is 42 meter breed. De hoofdgevel in de vorm van een triomfboog is 43 meter hoog. Bovenop staat een allegorische sculptuur van Gyula Bezrédi. De glazen wand in de voorgevel is voorzien van de stationsklok en wordt geflankeerd door beelden van James Watt, de uitvinder van de stoommachine en George Stephenson, de bouwer van de The Rocket. Op de vier kolommen onder de klok en boven de deuren stonden tot 1930 vier beelden, maar die zijn in het kader van de restauratie in 2003 herplaatst. In 2008 zijn verschillende vertrekken in het stationsgebouw gerestaureerd, inclusief fresco's van Károly Lotz en Mór Than.

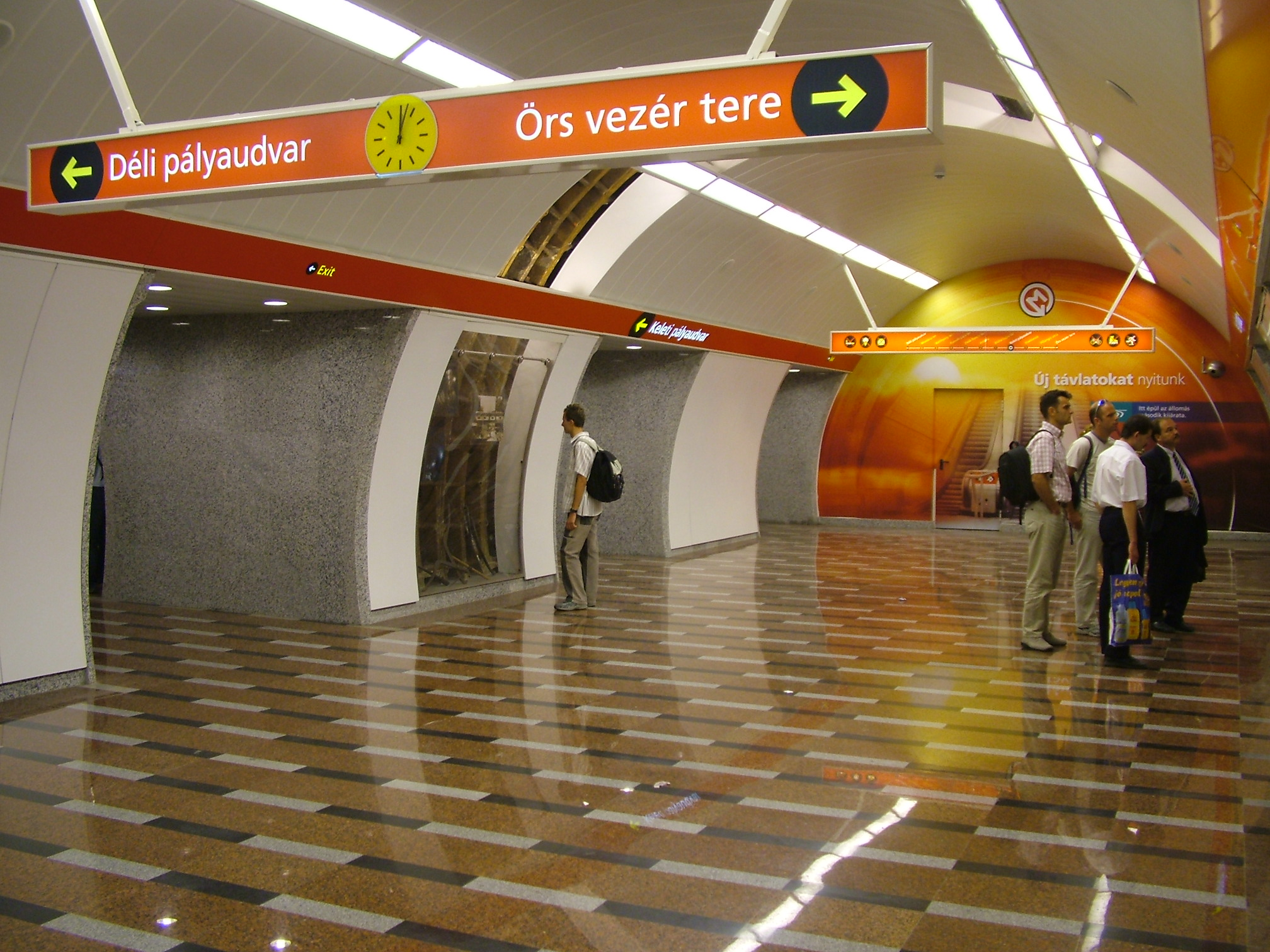
Het vernieuwde metrostation Keleti Pályaudvar

## Verkeer
In het station beginnen vier hoofdlijnen: Boedapest - Győr - Wenen (lijn 1), Boedapest - Hatvan - Miskolc (lijn 80), Boedapest - Szolnok - Békéscsaba - Arad (lijn 120) en Boedapest - Kelebia - Belgrado (lijn 150). Heel wat binnenlandse Intercity's beginnen hier en het station is een belangrijk knooppunt van internationale treinverbindingen, waaronder alle EuroCity's, naar de Hongaarse hoofdstad. Sinds 2009 is er een rechtstreekse treindienst naar de luchthaven van Boedapest. Voor het plaatselijke openbaar vervoer is het een belangrijk overstappunt: onder het plein ligt een metrostation van de metrolijnen 2 en 4. Het eindpunt van tram 24 bevindt zich in een van de zijstraten en verder doen 13 buslijnen en 6 trolleybuslijnen het station aan.

## Fotogalerij

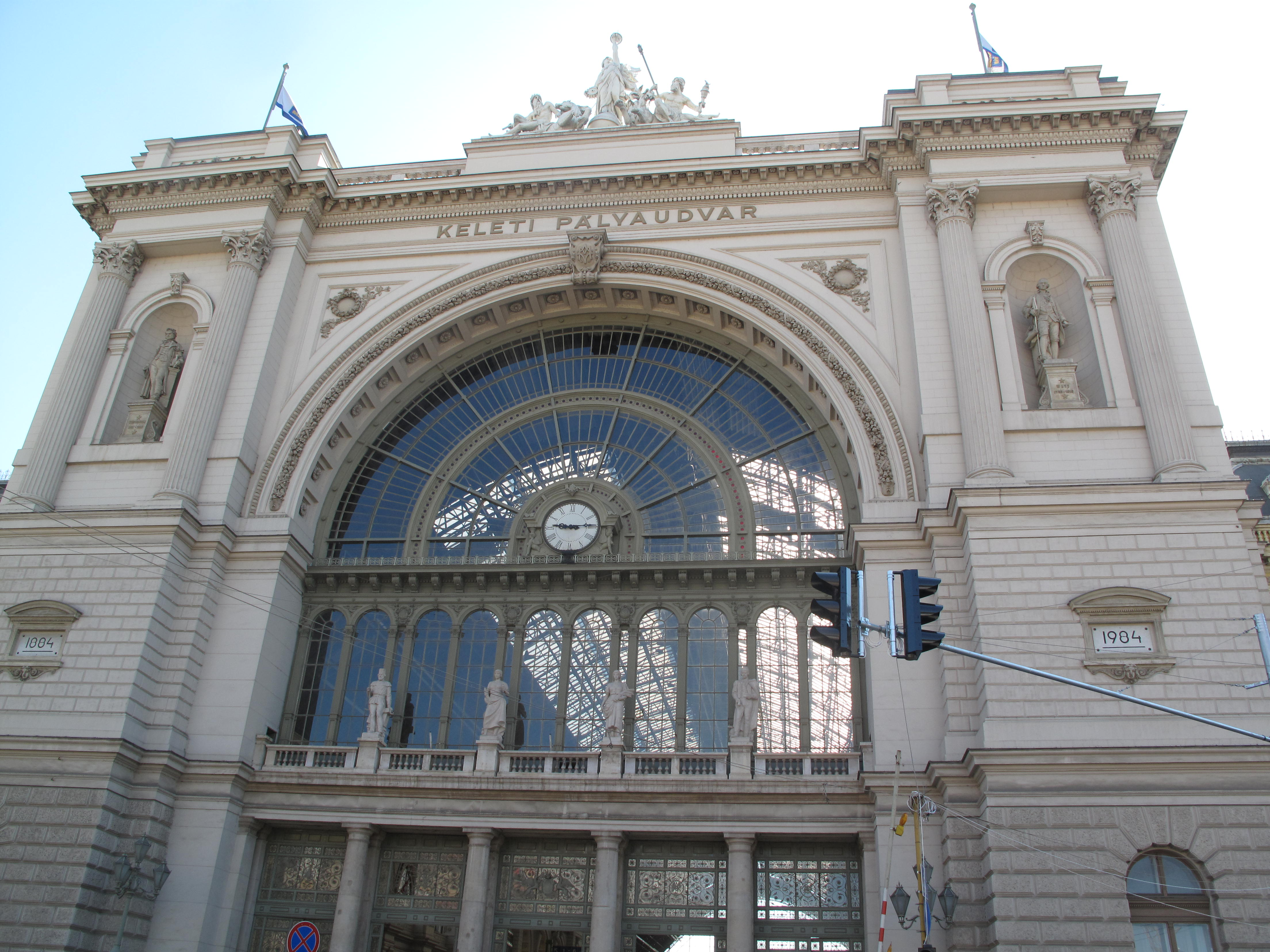
De voorgevel met beelden
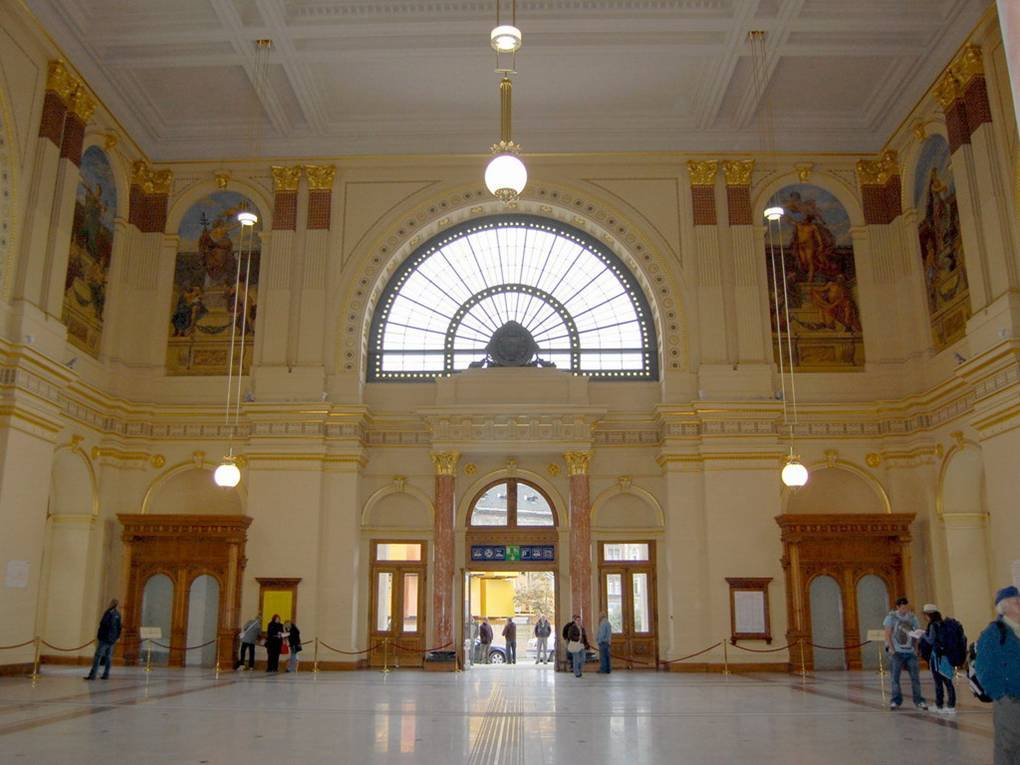
De Lotz-hal gezien vanuit de perronhal
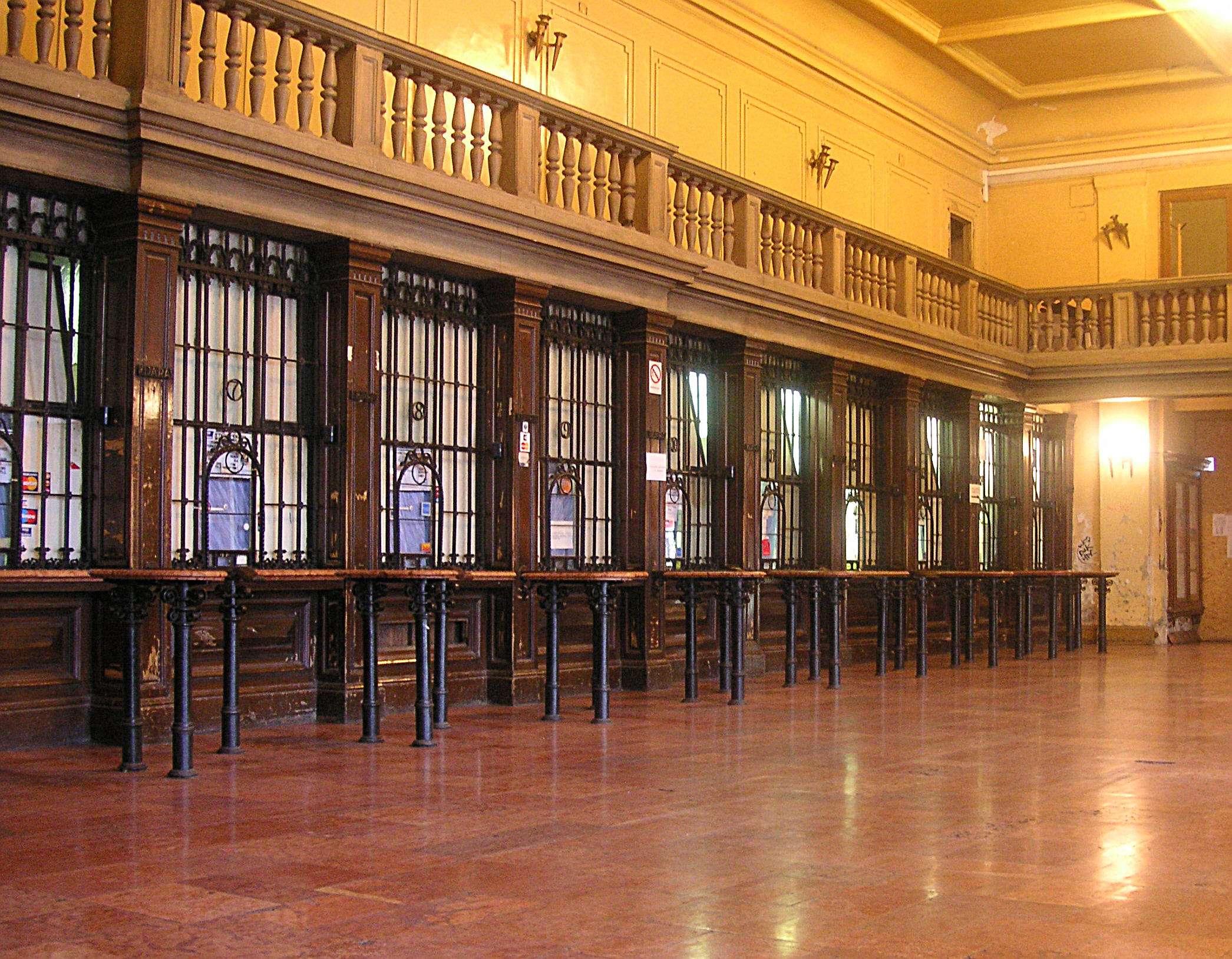
De monumentale oude loketten
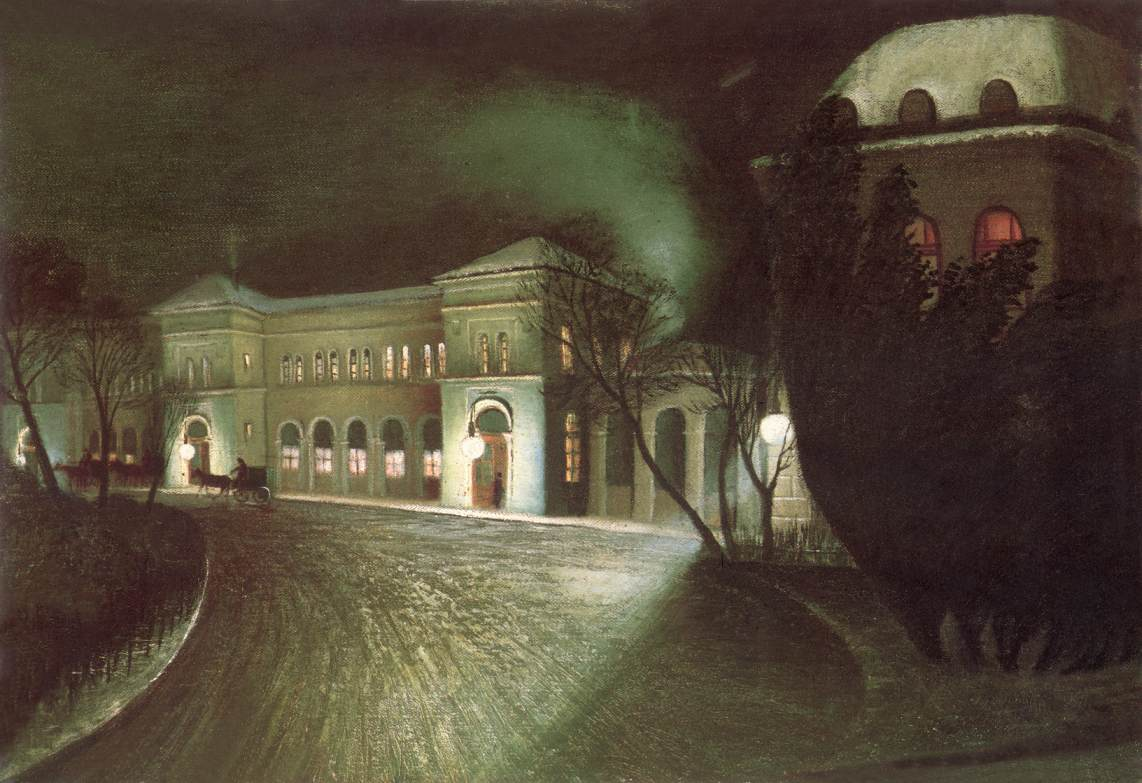
Het schilderij Keleti pu. bij nacht van Csontváry Kosztka Tivadar (1902)
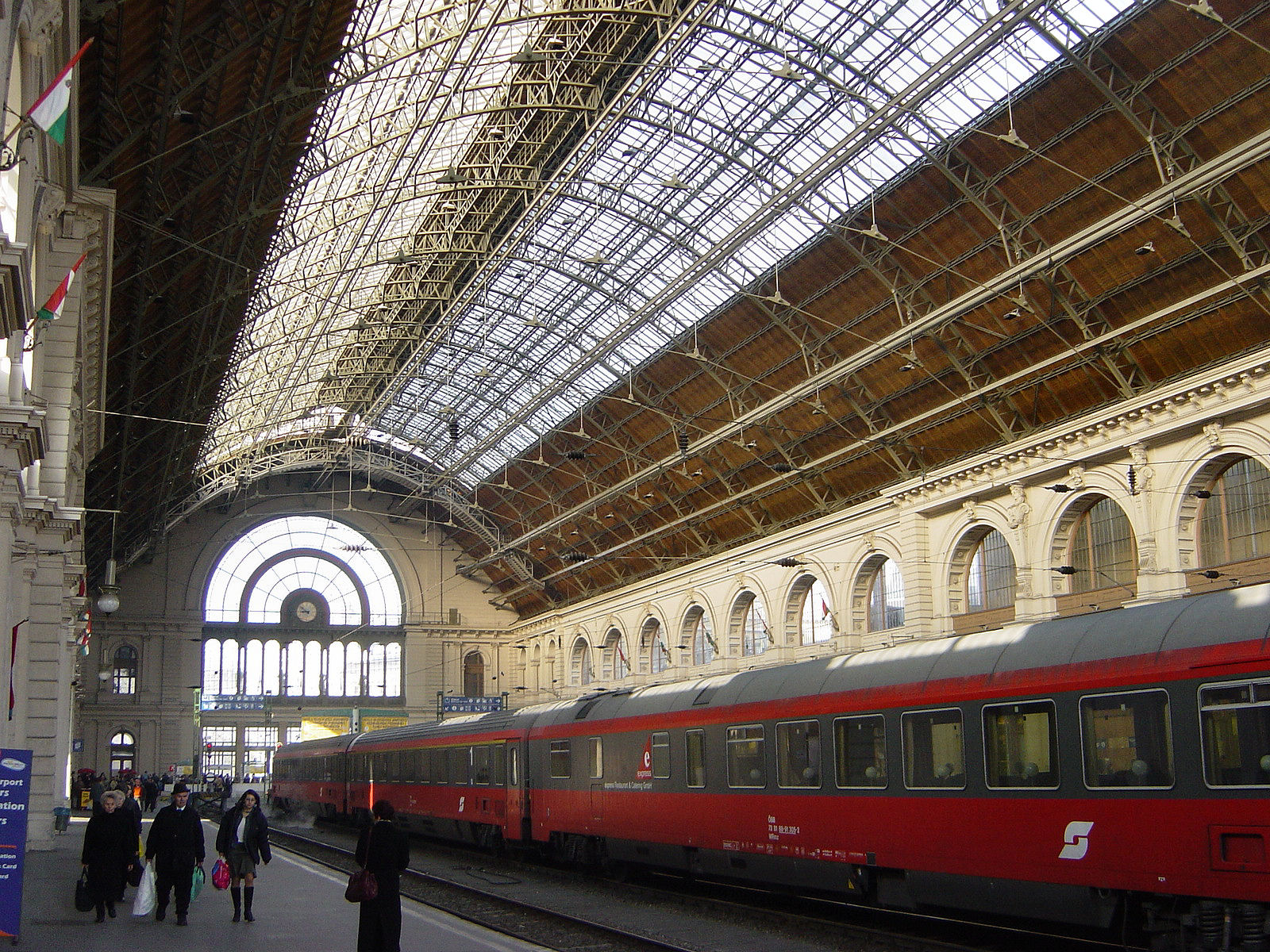
De perronhal, blik naar het westen.
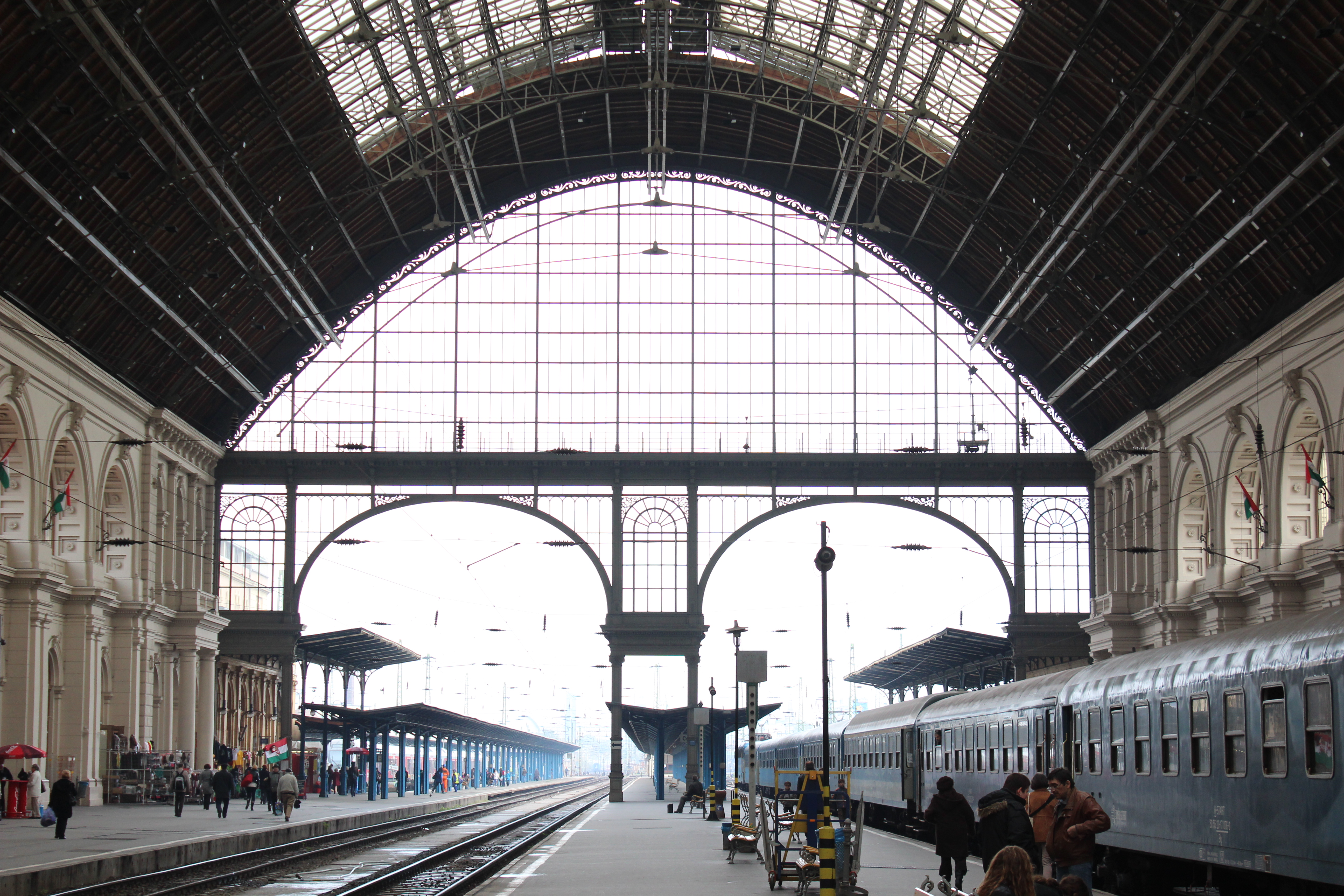
De perronhal, blik naar het oosten.
De omgekeerde dakvorm beschrijft een kettinglijn
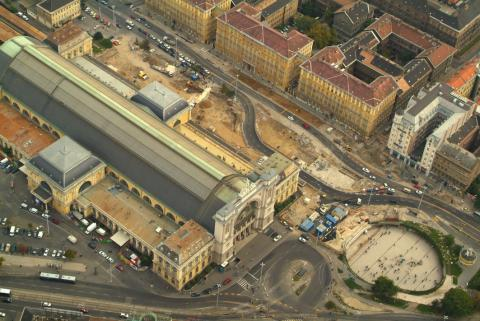
Het station aan het Barossplein.